# Живые лица
«Живы́е ли́ца» — сборник из шести биографических очерков-воспоминаний поэтессы и писательницы З. Н. Гиппиус, написанный в 1925 году и изданный в Париже и Праге. В СССР не издавался до Перестройки.

## Сюжет

### Мой лунный друг. О Блоке
Гиппиус вспоминает о Блоке, с которым была знаком около 20 лет. Из письма Ольги Соловьёвой (жена Михаила Соловьёва) она узнаёт о «новоявленном <…> петербургском поэте», студенте по фамилии Блок. 26 марта 1902 года произошло очное знакомство — Блок пришёл записаться на лекцию Мережковского. Блок помогал Зинаиде в критической части журнала «Новый путь». Гиппиус также описывает «Андрея Белого» (псевдоним Бориса Бугаева), и сходство противоположностей друзей — как во внешности: «серьёзный, особенно неподвижный, Блок — и весь извивающийся, всегда танцующий Боря. Скупые, тяжелые, глухие слова Блока — и бесконечно льющиеся, водопадные речи Бори, с жестами, с лицом, вечно меняющимся», «у Блока и волосы темные, пышные, лежат, однако, тяжело. У Бори — они легче пуха, и желтенькие, точно у едва вылупившегося цыпленка», так и в характере: «Блок <…> был необыкновенно, исключительно правдив», «Это не мешало ему самому [Бугаеву] быть, в противоположность правдивому Блоку, исключительно неправдивым»; «косноязычие его [Блока], тяжелословие, происходило отчасти благодаря этой природной правдивости. Ведь Блока, я думаю, никогда не покидало сознание или ощущение — очень прозрачное для собеседника, — что он ничего не понимает», «Он [Бугаев] говорил слишком много, слишком остро, оригинально, глубоко, — затейно, — подчас прямо блестяще. О, не только понимает, — он даже пере-перепонял… всё». «Блок по существу был верен <…> Боря Бугаев — воплощённая неверность». Но вместе с тем — оба они — поэты, писатели, люди одного и того же возраста и поколения, «оба неисцелимо „невзрослые“»: «из Блока смотрел ребёнок задумчивый, упрямый, испуганный, очутившийся один в незнакомом месте; в Боре — сидел баловень, фантаст, капризник, беззаконник».
После отъезда Мережковских в начале 1906 года за границу (в Париж) связь обрывается, переписка не ведётся. Гиппиус мельком слышит о Блоке от приехавшего в Париж Бугаева. Летом 1908 года, вскоре после возвращения в Петербург, они встречаются с Блоком, он читает свою поэму «Песня судьбы».
Во время Первой Мировой войны Гиппиус и Блок «стали видеться немного реже и, по молчаливому соглашению, избегали говорить о войне. Когда все-таки говорили, — спорили». Блок не пошел на войну. Во время революции 1917 года встречи стали нерегулярными; Савинков, ушедший из правительства после Корнилова, решил издавать антибольшевистскую газету, привлёк к этому интеллигенцию. Гиппиус пригласила Блока по телефону, но тот отказывается — «Я в такой газете не могу участвовать <…> Да, если хотите, я скорее с большевиками».
3 октября 1919 года они случайно сталкиваются в трамвае. Гиппиус подтверждает, что они с мужем уезжают из страны. Это была последняя встреча.

### Благоухание седин. О многих
В очерке упоминаются разные люди, встреченные Гиппиус на жизненном пути: А. Н. Плещеев, который был «первым знакомцем», тогда заведующий стихотворным отделом «Северного вестника»; вечера-«пятницы» у Я. П. Полонского; встреча в 1891 году Венеции с Сувориным и Чеховым; поддерживающий «литературную среду» П. И. Вейнберг, у которого собирались Майков, Григорович, Ольга Шапир и другие; и, наконец, мимолетная встреча в 1904 году в Ясной Поляне с Львом Толстым.

## Критика
Владислав Ходасевич пишет, что очерки «…написаны в литературном смысле блестяще. Это и сейчас уже — чтение увлекательное, как роман. Люди и события представлены с замечательной живостью, зоркостью, — от общих характеристик до мелких частностей, от описания важных событий до маленьких, но характерных сцен». Ходасевич считает, что сборник станет важным источником для исторической оценки описанной литературной эпохи. Он отмечает широкий круг знакомых автора, метко и убедительно им описанных, причём «все эти люди показаны не в недвижных „портретах“, а в движении, в действии, в столкновениях». При этом он отмечает сильное влияние авторской, не всегда нейтральной позиции к описанию людей и событий, Гиппиус, по его словам, «наблюдает зорко, но „со своей точки зрения“, не скрывая своих симпатий и антипатий», поэтому «читатель все время чувствует очень ясно, что её отношение к изображаемому <…> гораздо более действенно, чем созерцательно», что в конечном итоге позволяет через призму этих воспоминаний узнать «о ней самой, не только как об авторе мемуаров, но и как о важной участнице и видной деятельнице данной литературной эпохи». Критик отмечает, что автор постаралась сообщить всевозможные казалось бы мелкие, но важные замечания и факты, а также сообщает только лично увиденное ей, стараясь отбрасывать чужие сообщения, а тем более слухи и сплетни. «Всегдашнее мое правило — держаться лишь свидетельств собственных ушей и глаз. Сведения из третьих, даже вторых рук — опасно сливаются со сплетнями» — этому принципу Гиппиус, по мнению Ходасевича, осталась верна (кроме случая отношения Горького к судьбе Розанова).
Н. А. Богомолов поддерживает точку зрения Ходасевича на сильное влияние личности Гиппиус на описание воспоминаний: описанные персоны «показаны нам не в объективности их существования, а в том восприятии, которое было обусловлено личностью мемуаристки. <…> в случае с „Живыми лицами“ об этом надо говорить постоянно и особенно настойчиво, поскольку чрезвычайно сильная и оригинальная личность Гиппиус преломляет события и впечатления от них таким образом, что нередко может создаться впечатление определенно кривого зеркала», при этом «слишком решительно она [Гиппиус] открещивается от тех воспоминаний, которые выглядят для неё нелестными». Богомолов считает эти воспоминания «ценнейшим историческим источником».